# رأی تساوی‌شکن
رأی تساوی‌شکن رأیی است که معمولاً رئیس هیئت، کمیته، شورا، مجلس و غیره برای خروج از بن‌بست می‌دهد.